# Муваллады

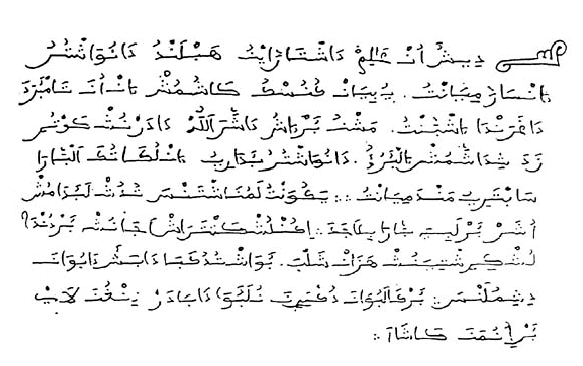
Текст XVI века на альхамьядо

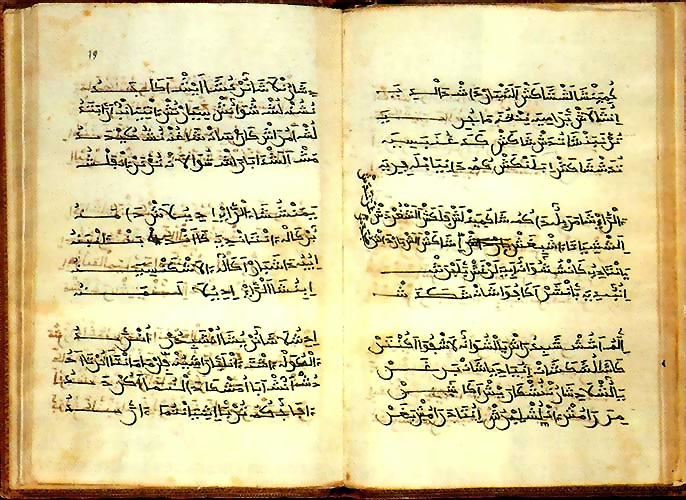
Стихи на альхамьядо

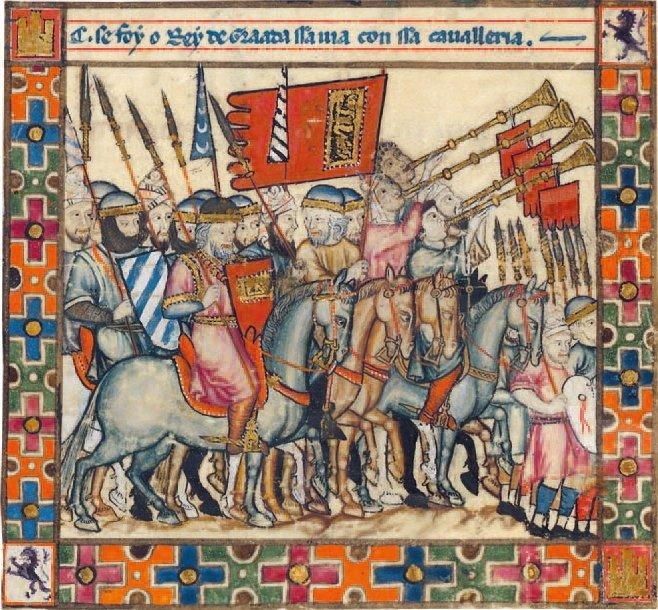
Изображение мувалладов в Иберии, из Кантигас де Санта-Мария

Мувалла́ды (араб. مولّدون‎, мувалладу́н, исп. muladí, мн. ч. исп. muladíes) — испанские христиане, перешедшие в ислам. Одна из многих общественно-религиозных групп, присутствовавших на Иберийском полуострове в Средние века в период существования Мусульманской Испании Аль-Андалус, составляя до 10 % её населения. Термин имеет арабское происхождение и означает «отпрыск». Перешёл в испанский и португальский языки, и позднее стал одним из возможных этимологических истоков слова «мулат», которым испанцы и португальцы называли потомков от браков между европейцами и неграми. В мусульманской Испании термин муваллады употреблялся сразу в нескольких близких значениях.

## Значения
- Обычно под мувалладами понимались бывшие христиане (испано-римляне, вестготы, позднее мосарабы) первого-второго поколения, которые оставили христианство и перешли в ислам, как правило для освобождения от джизьи, которой мусульмане обложили покорённое после 711 года христианское население. Со временем они также усвоили андалузско-арабский язык. Муваллады несколько отличались от мосарабов, которые продолжали сохранять христианство и романскую речь, хотя также хорошо знали арабский язык.

Обращение христиан в ислам, особенно бывшей романо-вестготской знати, которая не желала терять своих старых привилегий в новом государстве, принял значительные масштабы в первые десятилетия после арабского завоевания. Особенно подвержены ему были жители городов юго-востока страны. Однако уже с конца IX века с началом Реконкисты, получил распространение и обратный переход мусульман в христианство. Особую известность получил Ибн Хафсун. Он происходил из знатной готской семьи, его дед перешёл в ислам. Однако в качестве протеста Кордовскому халифу, Ибн Хафсун обратился в христианство (899), принял имя Самуил, и основал христианский епископат в посёлке Бобастро.
- Рождённый от смешанного брака мусульманина и христианки (крайне редко наоборот, так как мусульманкам не разрешалось выходить замуж за христиан), воспитанный в духе ислама и практически ничем не отличавшийся от собственно мусульман.